# توثيق الوقف
توثيق الوقف هو تدوين ثبوت الوقف أو تسجيل إنشائه، وهناك عدة عناصر ينبغي توافرها عند توثيق الوقف: المقدمة وأسم الموقف والوقف وغراض الوقف ومصارفه وشروطه والناظر عليه والتوثيق والخاتمة، ويشرع توثيق الوقف لحمايته من الضياع وحفظ حقوق الناس، وقطع النزاع وحسم مادته من أصله.

## مفهوم توثيق الوقف
التوثيق في اللغة: الائتمان: يقال وثق بفلان وثوقا إذا ائتمنه، والإحكام: وثق الشيء وثاقة صار وثيقا: أي محكما، ويطلق أيضا على العهد، والشد، وقوة الربط.
وفي الاصطلاح: تدوين ثبوت الوقف أو تسجيل إنشائه على وجه يحتج بها شرعا.

## عناصر توثيق الوقف
1. المقدمة: وتشمل على البسملة والحمد والثناء على الله، والصلاة على النبي ﷺ، والسبب الداعي له.
2. اسم الموقف الصريح مع الشهرة التي يعرف بها، وهو الشخص الذي قام بالوقف، وقد يكون حاكما أو فردا من عامة الناس، أو هيئة، أو مؤسسة، أو جمعية خيرية، ويشترط فيه أن يكون حر عاقل بالغ وألا يكون مدينا محجورا عليه.[4]
3. الوقف: إن كان عقارا يحدد موقعه تحديدا دقيقا بحيث يقطع الشك والنزاع فيه، وإن كان منقولا بين صفته على وجهة لا يلتبس بغيره.
4. أغراض الوقف ومصارفه: وتكون بألفاظ تدل عليه، وفيه يمكن أن نحدد مقصود الواقف من الوقف، ونوعه.
5. شروط الواقف: القواعد التي يضعها الواقف للعمل بها في وقفه من بيان مصارفه، وطريقة استغلاله، وتعين جهات الاستحقاق، وكيفية توزيع الغلة على المستحقين، وبيان الولاية على الوقف، والإنفاق عليه، وغيرها.
6. الناظر: وهو الشخص الذي يقوم على الوقف، وفي حالة حياة الواقف هو الأولى بالنظارة، لأنه أحرص على مصلحة الوقف من غيره.
7. التوثيق: ويشتمل على تحقق القاضي من التصرف، والتصديق عليه والإقرار به، وأسماء الشهود، واسم كاتب الوثيقة وتاريخها.
8. الخاتمة: الدعاء الختامي والتحذير من الاعتداء على الوقف، وهي عبارة عن فقرات جزائية لمن لا يقوم بالوقف ولا يؤدي الواجب عليه تجاهه.[2]

## مشروعية توثيق الوقف
دلت النصوص على مشروعية التوثيق في عموم التعاملات من العقود التي تكون بين الافراد والالتزامات، ومشروعية توثيق الوقف تعود إلى أصل المشروعية بعامة، وإن دلت بعض النصوص على مشروعية توثيق الوقف على وجه الخصوص.
من الأدلة العامة: ما جاء في أية الدين من الأمر بالكتابة، قال السعدي معلقا على أية الدين( فإن فيها فوائد كثيرة، منه أمره تعالى بكتابة الديون، وهذا الأمر قد يجب إذا وجب حفظ الحق كالذي للعبد عليه ولاية، وكأموال اليتامى والأوقاف والوكلاء والأمناء.... فالكتابة من أعظم ما تحفظ به هذه المعاملات المؤجلة لكثرة النسيان)، ومن الأدلة العامة حديث عبد الله بن عمر قال ﷺ (ما حق امرىء مسلم له شيء يوصي فيه يبيت فيه ليلتين وفي رواية ثلاث ليال إلا ووصيته مكتوبة عنده).
من الأدلة الخاصة: فمنه ما أخرجه البخاري أن سعد بن عبادة توفيت أمه وهو غائب عنها، فقال: يا رسول الله إن أمي توفيت، وأنا غائب عنها، فهل ينفعها إن تصدقت بشيء عنها؟ قال: نعم، قال فإني أشهدك أن حائط المخراف (البستان) صدقة عليها، والشهادة نوع من التوثيق.

## فوائد توثيق الوقف
- الأثر العظيم في حفظ أصل الوقف من أن تمتد إليه أيدي المغتصبين
- قطع النزاع وحسم مادته من أصله
- تبعد الوقف عن التصرف بحسب ما تقتضيه الأهواء أو الرغبات
- توثيق الوقف من جملة الوثائق النزيهة التي يجد المؤرخ بين ثنايا سطورها من الحقائق ما يسد الثغرات الناقصة.[2]